# 急性硬膜下血腫

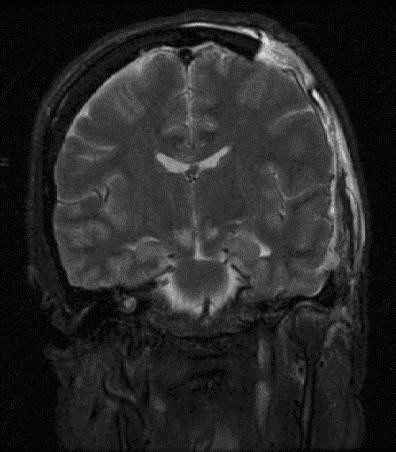
絨毛膜癌腫の症例において急性硬膜下血腫を発生、脳ヘルニアへ進行している （MRI）

急性硬膜下血腫（きゅうせいこうまくかけっしゅ、acute subdural hematoma）とは短時間のうちに硬膜と脳の間に血腫が形成された状態のことであり、頭部外傷としては重症に分類される。
クモ膜下腔にある架橋静脈の破綻や静脈洞の破綻によって硬膜とクモ膜の間に生じた静脈性の出血が血腫を形成する。
急性硬膜下血腫は、2つに分類される。1つは脳挫傷を伴い、この挫傷部位から硬膜下へ出血するものである。もう1つは脳挫傷を全くもしくはほとんど伴わず、脳と硬膜を連絡する静脈の断裂によって生じるものであり、代表的なものに小児の傍矢状洞部に生じる急性硬膜下血腫がある。
脳挫傷を伴うことが多い。

## 原因
交通事故やボクシング、柔道といった格闘技、スポーツなどで頭部に大きなダメージを負うことで生じる。

## 症状
受傷直後より意識障害を呈することが多々ある。めまい、嘔吐、悪心なども起こす。脳圧亢進のため脳ヘルニアが切迫すれば除脳硬直、瞳孔不同が出現する。

## 診断
頭部CTやMRIにより、血腫を三日月状（又は凸レンズ状）の高吸収域としてみとめ、血腫の圧排のために時間の経過とともに「midline shift（脳の正中偏位）」がみられる。

## 治療
静脈の断裂による症例では、緊急に開頭し血腫除去を行い、続発する脳浮腫へ対処する。脳浮腫に対しては薬剤グリセリンを使用。脳浮腫が大きくなると脳ヘルニアの危険性が増す。
脳挫傷を伴う症例では、血腫除去の他にステロイドの脳圧降下剤を投与、時として挫傷脳の切除や減圧開頭術の併用も行われる。手術適応の有無は、症例ごとの状態や血腫の大きさ、脳挫傷の程度により決定される。

## 予後
緊急開頭血腫除去術をおこなっても症例にもよるが、脳挫傷や外傷性クモ膜下出血を併発している例では予後不良が多い。脳挫傷を伴う症例の予後は血腫量だけでなく、脳挫傷および続発する脳浮腫の程度によって左右される。
静脈の断裂による症例では一次的損傷が少ないにもかかわらず、特に乳幼児の場合には、出血が急速であれば予後は極めて不良である。

## その他
プロボクシングの選手の場合、急性硬膜下血腫により開頭手術を受けると、その後のライセンス更新は認められず自動的に失効（引退）となる。